# Manuel Díaz Cano
Manuel Díaz Cano (Agramón, Albacete, 17 de junio de 1926 - Murcia, 19 de abril de2007), fue un guitarrista y compositor español.
Además de su faceta de concertista de guitarra, a la que ha dedicado gran parte de su vida, habiendo dado unos 2000 conciertos por España, Marruecos, varios países de Europa, Hispanoamérica, Estados Unidos y Oriente Medio, desde el año 1940 en que empezó su carrera artística, ha terminado sus últimos años en la Cátedra de Guitarra del Conservatorio de Murcia.

## Vida, muerte y obras
Hombre de cuantiosos méritos que ha recibido numerosos galardones en su tierra, en ámbito nacional y en el extranjero por su dedicación y difusión de la música española y de la guitarra (solo en el pabellón español de Nueva York dio 500 conciertos durante los años 1964 y 1965), Díaz Cano es un compositor que ha editado bastantes obras (unas 40) en Unión Musical Española. También ha compuesto un concierto para guitarra y orquesta, así como el Himno a Cartagena, que tiene su origen en un concurso público convocado por el Ayuntamiento de dicha ciudad y fallado en julio de 1984, si bien su declaración oficial como himno de la ciudad de Cartagena y su presentación, tuvo lugar el 30 de mayo de 1987. También estrenó en junio de 2006 el Himno de la Unión con letra del poeta Asensio Sáez.
Entre sus obras más representativas están, su obra pedagógica para guitarra "El Pequeño Guitarrista", una serie de 34 estudios desde un nivel de principiante hasta un nivel medio. Su versión para guitarra de la Suite Murciana entre las que destacan "Nana" y "Seguidillas del Jo y del Ja", "Preludio en el Estilo de los Viejos Maestros" y el incomparable trémolo basado en la obra de Rubén Darío, "Canto de Vida y Esperanza".
Siendo niño, su familia se trasladó a vivir a Murcia, en cuyo conservatorio realizó sus estudios de guitarra antes de trasladarse a Madrid en 1941 donde los finalizó. Desde que en 1975 obtuviera la cátedra de guitarra del Conservatorio Superior de Música de Murcia, permaneció vinculado a esta ciudad hasta su fallecimiento en 2007.

## Premios, discográficas
Premiado en numerosas ocasiones también fue galardonado en numerosas ocasiones. Entre los honores recibidos destacan la Medalla al Mérito Turístico, y la medalla de oro al Mérito Provincial. Sus obras han sido grabadas en varios discos con las casas DURIUM de Milán, DECCA de Londres y Columbia de Madrid.